# Главная больница острова Лагос
Главная больница острова Лагос (англ. Lagos Island General Hospital) также известная как Центральная больница (англ. General Hospital) — больница в городе Лагос в Нигерии.

## Описание
Больница общего профиля в городе Лагос. Расположена на острове Лагос, между Брод-стрит и Мариной в Центральном деловом районе. Больница является одной из нескольких больниц общего профиля правительства штата Лагос. Она была создана как военный госпиталь для лечения больных военнослужащих британских вооруженных сил в колониальную эпоху. На момент своего основания в 1893 году это была первая больница общего профиля на территории современной Нигерии. 13 мая 1959 года герцогиня Глостерская Алиса, заложила первый камень родильного отделения больницы. 1 октября 1960 года больница была передана федеральному правительству, а 7 мая 1967 года она была окончательно передана правительству штата Лагос. В больнице есть амбулатория, хирургия, акушерство и гинекология. Отделение акушерства и гинекологии было переведено на улицу Масси (Ита Элейе). Нигерийская медицинская ассоциация (NMA) была создана в здании больницы.
В 1952 году на базе больницы была открыта Школа медсестер. Больница служила учебным центром для врачей, фармацевтов, медсестер, рентгенологов и технологов из всей страны.